# 世纪大道 (上海)

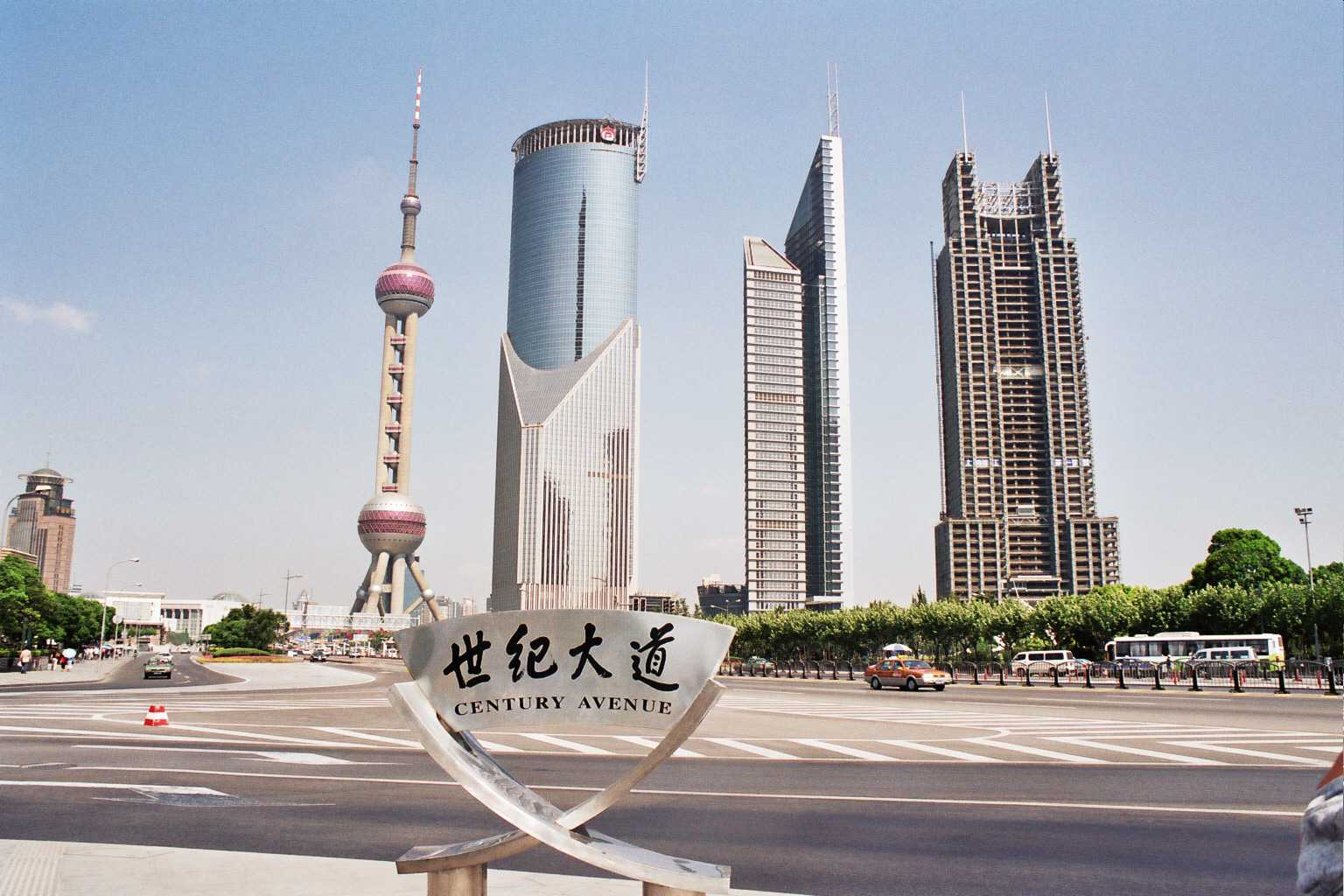
世纪大道陆家嘴起點

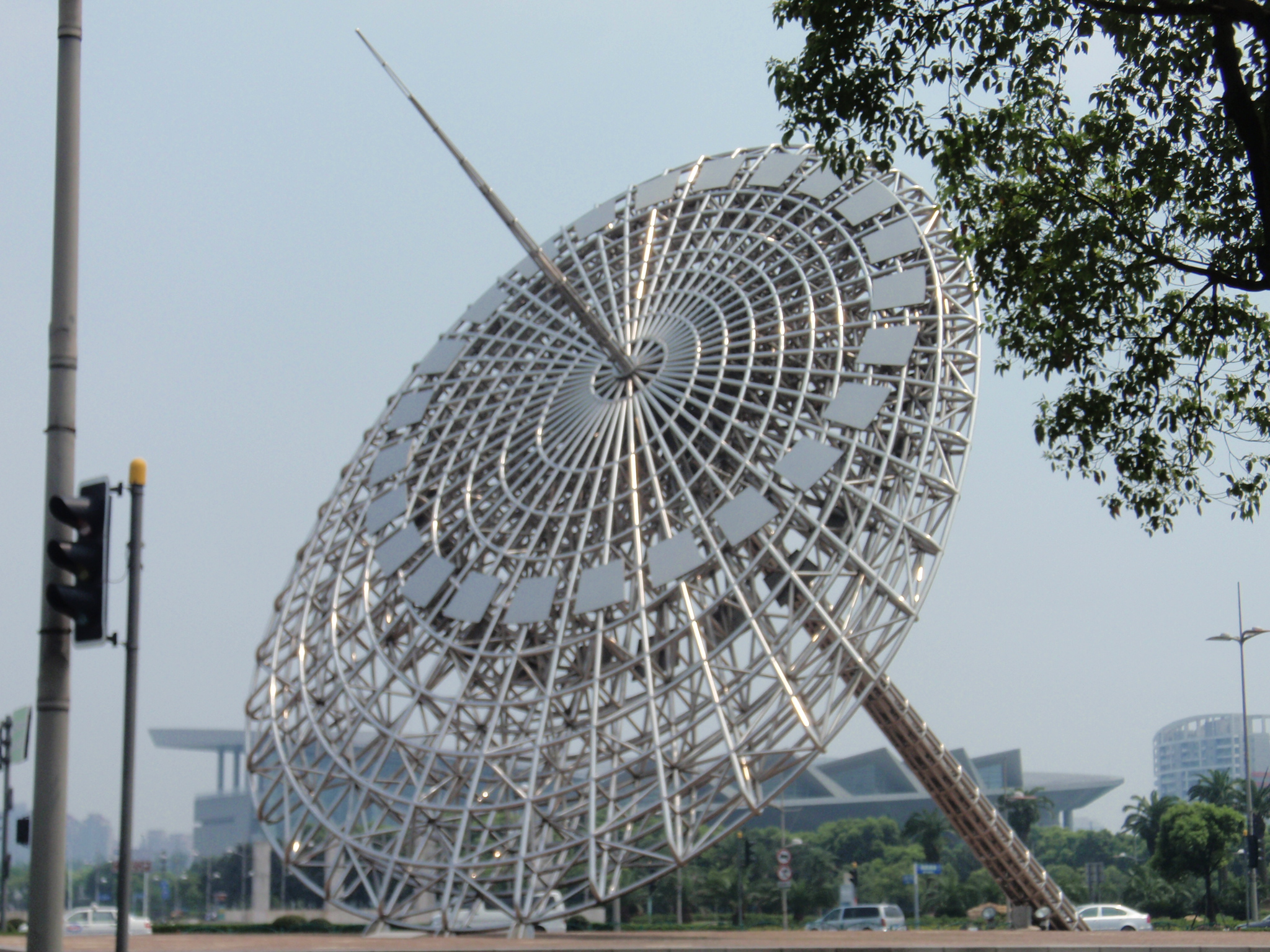
东方之光

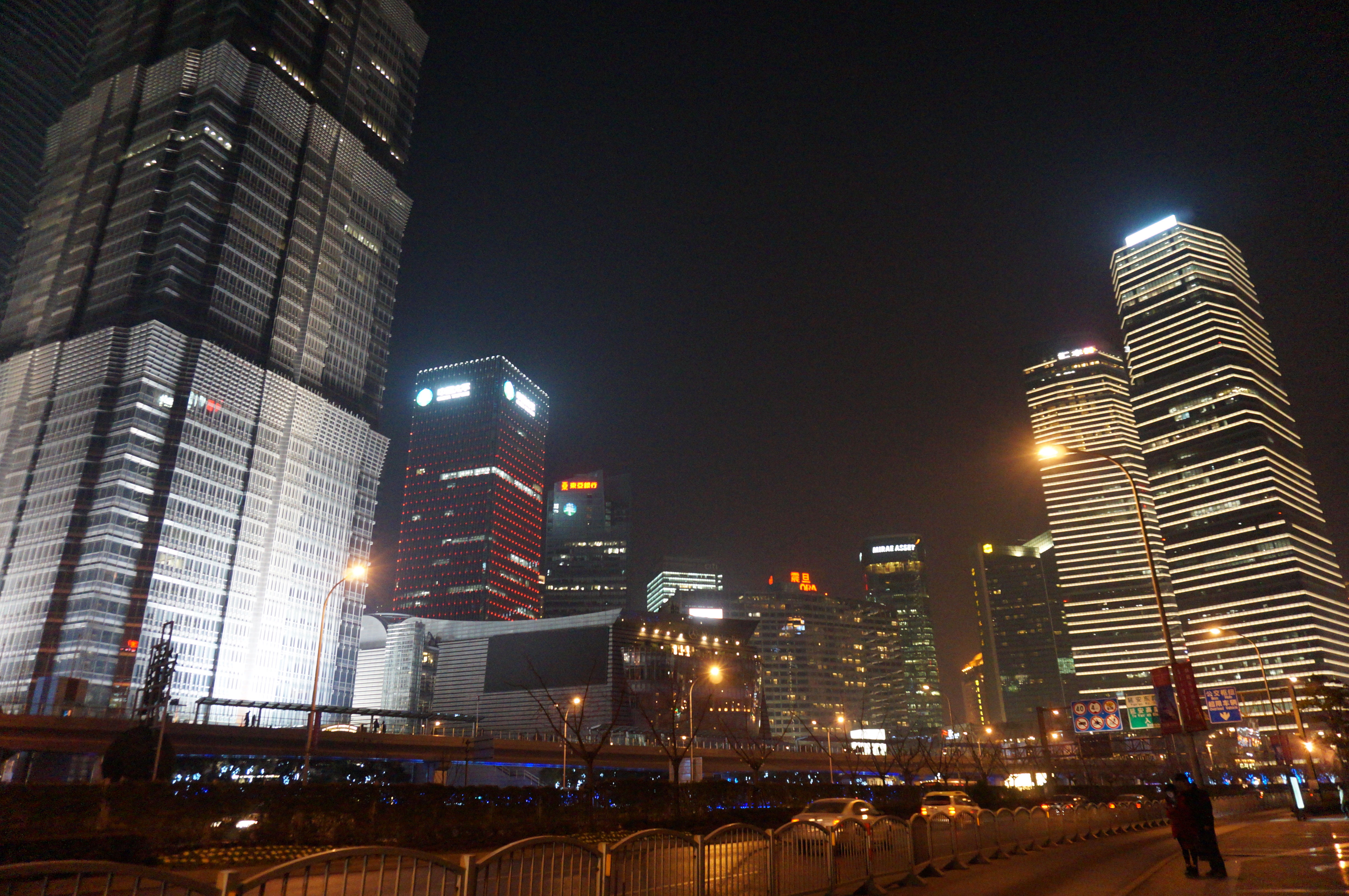
世纪大道夜景

世纪大道是上海浦東新區的一條主要道路，全長5.5公里，东起世紀公園，西至陆家嘴东方明珠电视塔并与延安东路隧道直接相连。除作為連接浦東以至浦西交通的主要道路外，亦有美化裝飾作用。上海軌道交通二號線在世紀大道地底通過，共设陆家嘴站、浦东南路站、世纪大道站和上海科技馆站四个车站。
世纪大道建设初期曾使用轴线大道和中央大道的名称，先期建造样板段从东方明珠电视塔到浦东南路，后改名为世纪大道，并继续建造至世纪公园。
世紀大道的闊度為100米，行車道闊31米，每方向各有六快二慢行車線，兩側有6米寬的機動車輔道。道路採用不對稱設計，人行道與綠化道佔69米，比行車道更寬闊，由法國夏氏－德方斯設計。大道兩旁種植各種樹木，在崂山西路和杨高南路路口建有兩個雕塑廣場，在廣場及大道沿途擺放與時間有關的雕塑及裝飾，包括「東方之光」、「世紀晨光」沙漏及日晷等，以配合世紀大道的名稱主題。

## 沿路著名景观
- 东方明珠电视塔
- 上海国际金融中心
- 金茂大廈
- 上海环球金融中心
- 陆家嘴中心绿地
- 新上海商业城
- 竹园商贸区
- 花木行政文化区
- 上海科技館
- 世纪广场
- 世纪公园
- 世紀匯廣場

## 交会道路（西向东）
- 陆家嘴环路、陆家嘴西路、丰和路（明珠环岛）
- 陆家嘴东路
- 陆家嘴环路
- 浦东南路
- 乳山路
- 南泉北路
- 商城路
- 崂山路
- 东方路、张杨路
- 福山路、潍坊路
- 向城路
- 浦电路
- 源深路、杨高中路、杨高南路
- 丁香路
- 迎春路
- 锦绣路

## 轨道交通
- 明珠环岛：21419陆家嘴站
- 浦东南路口：2浦东南路站
- 东方路口：2469世纪大道站
- 迎春路口：2上海科技馆站